# Медаль «За отличие в военной службе» (ГУСП)

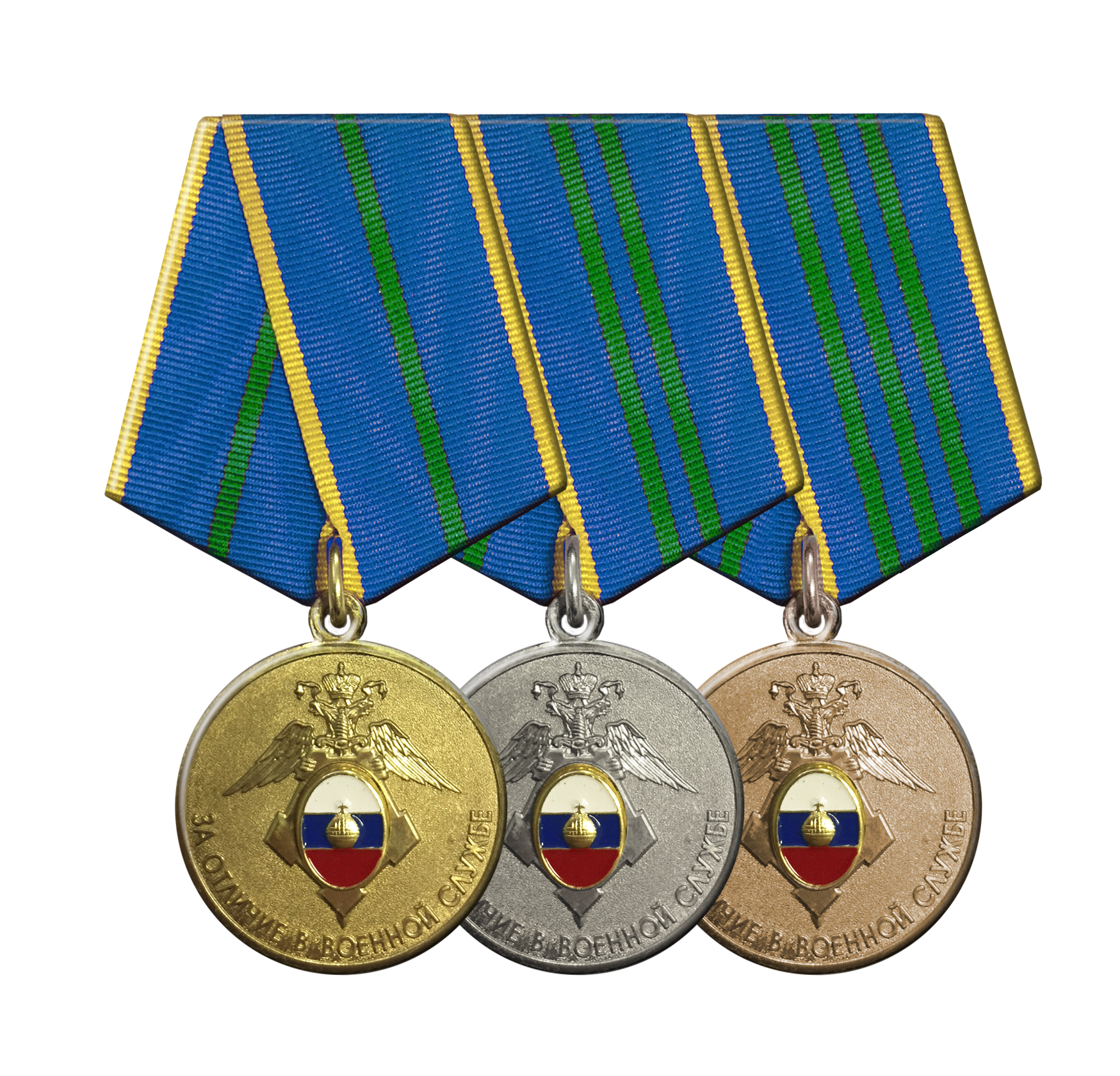
Медали "За отличие в военной службе» Главного управления специальных программ президента Российской Федерации нового образца.

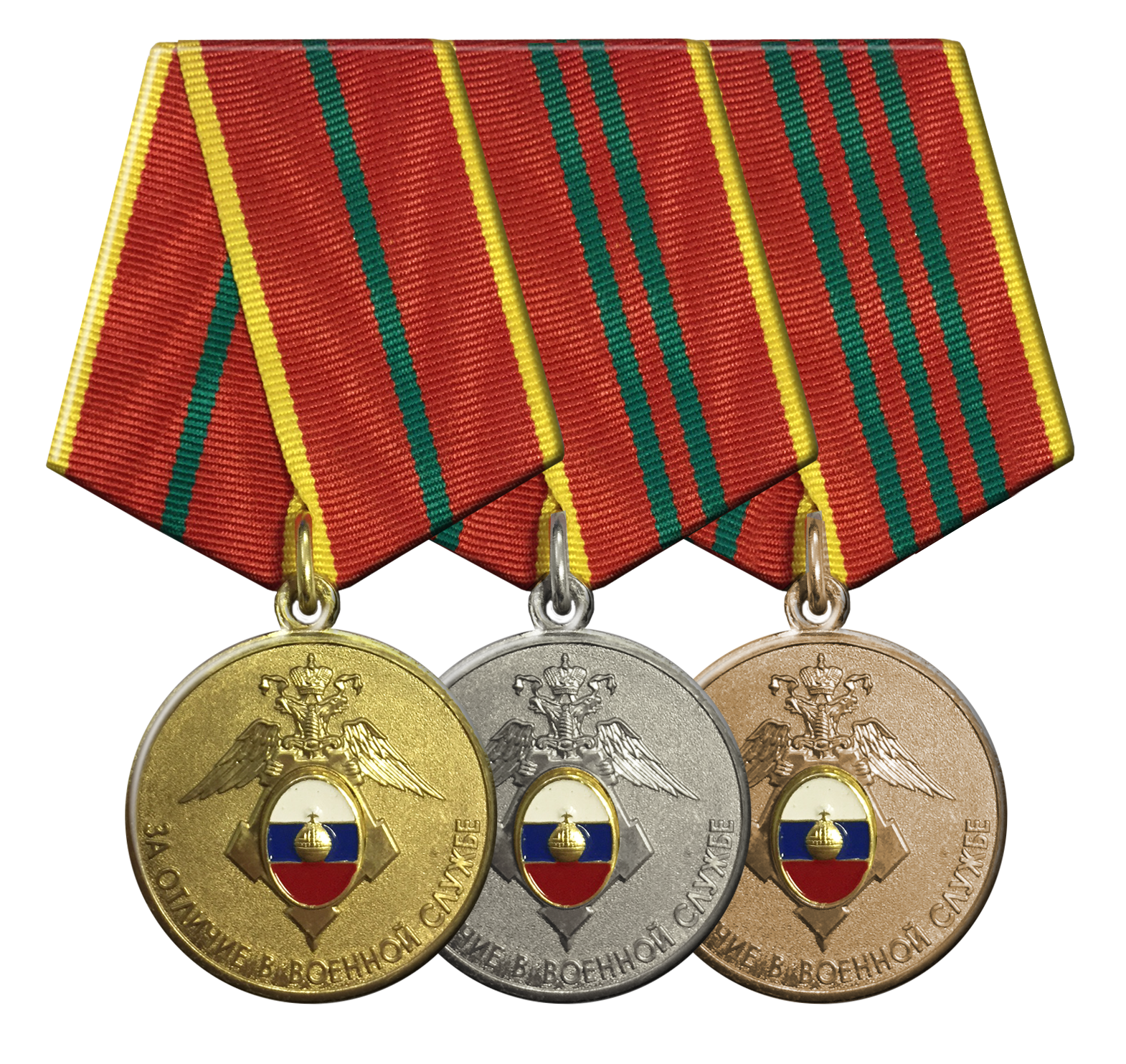
Медали "За отличие в военной службе» Главного управления специальных программ президента Российской Федерации до 2017 года.

Меда́ль «За отли́чие в вое́нной слу́жбе» — ведомственная медаль Главного управления специальных программ президента Российской Федерации, учреждённая приказом начальника ГУСП Президента РФ № 25СП от 28 декабря 2001 года.

## Правила награждения
Согласно Положению медалью «За отличие в военной службе» награждаются военнослужащие, проходящие военную службу по контракту в Службе специальных объектов при Президенте Российской Федерации, за добросовестную военную службу и имеющие соответствующую выслугу лет в календарном исчислении.
Медаль состоит из трёх степеней:
- I степени — для награждения военнослужащих, имеющих выслугу не менее 20 лет;
- II степени — для награждения военнослужащих, имеющих выслугу не менее 15 лет;
- III степени — для награждения военнослужащих, имеющих выслугу не менее 10 лет.

Высшей степенью медали является I степень. Награждение медалью производится последовательно от низшей степени к высшей. Награждение медалью более высокой степени не допускается без получения награждаемым медали предыдущей степени. Военнослужащие, ранее награждённые медалью «За безупречную службу» и медалями других федеральных органов исполнительной власти за добросовестную службу и выслугу лет соответствующих степеней, к награждению медалями Службы тех же степеней не представляются. Награждение медалью производится ежегодно к 20 декабря — Дню работника органов безопасности.

## Правила ношения
Медаль носится на левой стороне груди и при наличии государственных наград располагается после них в порядке, установленном Правилами ношения военной формы одежды.

## Описание медали
Медаль имеет форму круга диаметром 32 мм с выпуклым бортиком с обеих сторон. На лицевой стороне медали в центре — рельефное изображение эмблемы Службы специальных объектов при Президенте Российской Федерации; в нижней части — по кругу рельефная надпись: «ЗА ОТЛИЧИЕ В ВОЕННОЙ СЛУЖБЕ». На оборотной стороне медали в центре — рельефная надпись в три строки: «СЛУЖБА СПЕЦИАЛЬНЫХ ОБЪЕКТОВ», под надписью римская цифра «I», «II» или «III», обозначающая степень; в нижней части — рельефная надпись: «ПРИ ПРЕЗИДЕНТЕ РОССИИ».
Медаль при помощи ушка и кольца соединяется с пятиугольной колодкой, обтянутой красной шёлковой муаровой лентой шириной 24 мм с жёлтыми полосами по краям; посередине ленты зелёные полосы: для медали I степени — одна полоса, II степени — две полосы, III степени — три полосы; ширина полос — 2 мм, расстояние между зелёными полосами — 2 мм.